# Interkontinentální pohár 1961
Druhý ročník Interkontinentálního poháru byl odehrán ve dnech 4. září a 17. září 1961. Ve vzájemném dvouzápase se střetli vítěz Poháru mistrů evropských zemí 1960/61, Benfica Lisabon, a vítěz Poháru osvoboditelů 1961, CA Peñarol. Protože si oba kluby připsaly jedno vítězství a skóre tehdy nerozhodovalo, musel se hrát třetí, rozhodující zápas, dva dny po odvetě.

## 1. zápas
| 4. září 1961    |       |            |                                         |
| Benfica Lisabon | 1 : 0 | CA Peñarol | Estádio da Luz, Lisabon rozhodčí: Huber |
| Coluna 60'      |       |            | Estádio da Luz, Lisabon rozhodčí: Huber |

## 2. zápas
| 17. září 1961                            |       |                 |                                                    |
| CA Peñarol                               | 5 : 0 | Benfica Lisabon | Estadio Centenario, Montevideo rozhodčí: Nai Foino |
| Sasía 10' Joya 19', 28' Spencer 42', 58' |       |                 | Estadio Centenario, Montevideo rozhodčí: Nai Foino |

## 3. zápas
| 19. září 1961 |       |                 |                                                    |
| CA Peñarol    | 2 : 1 | Benfica Lisabon | Estadio Centenario, Montevideo rozhodčí: Praddaude |
| Sasía 5', 40' |       | Eusébio 35'     | Estadio Centenario, Montevideo rozhodčí: Praddaude |

## Vítěz
| Interkontinentální pohár 1961 CA Peñarol (1. vítězství) |